# 乌依古尔·沙依然
乌依古尔·沙依然（1918年—2007年），维吾尔族，新疆吐鲁番人。中华人民共和国历史学家，主要研究新疆维吾尔族史。

## 生平
1941年起，乌依古尔·沙依然历任《新疆日报》编辑、翻译、主编、报社副社长等职。
中华人民共和国成立后，经中共中央新疆分局书记王震、副书记徐立清及各位委员分别介绍，1949年12月30日，乌依古尔·沙依然等15位新疆各民族干部在中共中央新疆分局所在地迪化市新疆分局办公大楼集体宣誓加入中国共产党（无候补期），乌依古尔·沙依然成为中华人民共和国时期中国共产党在新疆发展的首批少数民族党员之一。
1956年，自苏联哈萨克斯坦师范大学历史系毕业。1956年起，任中国科学院新疆分院筹委会副主任。1981年起，任新疆社会科学院副院长、顾问。1983年起，任新疆社会科学院研究员。
2007年，乌依古尔·沙依然逝世。

## 著作
- 《全世界无产阶级的伟大导师卡尔·马克思的一生及他的革命和学术活动》
- 《卡尔·马克思是科学社会主义理论的奠基人》
- 《新疆各族人民的历史命运是与伟大的汉族人民的命运相一致的》[1]